# Christian Benteke
Christian Benteke Liolo (Kinshasa, 3 december 1990) is een Belgisch voetballer van Congolese afkomst die bij voorkeur centraal in de aanval speelt. Hij verruilde in de zomer van 2022 Crystal Palace voor D.C. United. Benteke debuteerde in 2010 in het Belgisch voetbalelftal, waarmee hij op de EK's van 2016 en 2020 speelde.

## Carrière

### Jeugd
Nadat zijn familie vanuit Zaïre (nu Congo-Kinshasa) naar België vluchtte, werd Benteke genaturaliseerd tot Belg. Hij groeide op in de wijk Droixhe in Luik. Hij speelde bij het bescheiden JS Pierreuse toen de atletische aanvaller werd opgemerkt door Standard Luik. Eerder hadden Genk en MVV hem nog afgewezen voor de jeugdopleiding. Benteke maakte de overstap naar de Rouches en werd er op 16-jarige leeftijd weggeplukt door KRC Genk waar hij een tweede kans kreeg.

### KRC Genk
Een jaar later, in het seizoen 2007/08, maakte Benteke zijn officieel debuut voor Genk. Op 22 februari 2008 mocht hij van toenmalig trainer Hugo Broos in de derby tegen STVV invallen voor Balázs Tóth. Genk verloor de wedstrijd met 0-1, een dag later werd Broos ontslagen. Ronny Van Geneugden nam het roer over. De gewezen jeugdtrainer van Genk kende Benteke goed en liet hem in de topper tegen RSC Anderlecht in de basis starten. De Congolese Belg speelde de hele wedstrijd, maar zag zijn team opnieuw met het kleinste verschil verliezen. Op 19 april scoorde hij zijn eerste competitiegoal voor Genk. Benteke mocht tegen FC Dender na 90 minuten Nemanja Tubic vervangen. Het stond toen nog 0-0. In de extra tijd scoorde de spits de bevrijdende 1-0.
Een seizoen later kon Benteke op minder speelkansen rekenen. Pas voor de winterstop mocht hij een paar keer invallen. Tijdens de transferperiode besloot hij terug te keren naar Standard.

### Standard Luik
Benteke belandde opnieuw bij de club die hem had opgeleid. Maar de club beschikte met Milan Jovanović, Dieumerci Mbokani, Gohi Bi Cyriac en Igor De Camargo al over voldoende spitsen. Benteke kwam ook bij de Rouches niet verder dan enkele invalbeurten. Toch wist hij in totaal drie keer te scoren voor Standard. Op het einde van het seizoen pakte de Congolese Belg ook zijn eerste landstitel.
Om zich verder te laten ontwikkelen leende de club hem twee keer uit. In het seizoen 2009/10 speelde hij voor KV Kortrijk. In het seizoen Eerste klasse 2010/11 verhuurde Standard hem aan KV Mechelen. Nadien keerde Benteke terug naar Sclessin, maar omdat hij er nog steeds niet op veel vertrouwen kon rekenen, zocht hij tijdens de transferperiode andere oorden op.

#### Verhuur aan KV Kortrijk
In de zomer van 2009 leende Standard de 19-jarige aanvaller uit aan KV Kortrijk. Onder trainer Georges Leekens werd hij een vaste waarde. Benteke kreeg regelmatig de kans om zich te tonen en beloonde de coach met in totaal 9 competitiedoelpunten. Kortrijk wist zich dat jaar ook te plaatsen voor play-off I. Na het seizoen haalde Standard de spits terug naar Luik, waar hij opnieuw amper aan spelen toekwam.

#### Verhuur aan KV Mechelen
Benteke hoopte ditmaal zijn kans te krijgen bij Standard, maar werd op de laatste speeldag van de officiële transferperiode toch nog verhuurd aan KV Mechelen. Zonder zijn medeweten gebruikte de club hem als pasmunt voor de transfer van Aloys Nong. Benteke liet achteraf in de pers optekenen zwaar teleurgesteld te zijn in Standard. Met KV Mechelen greep Benteke dat jaar net naast play-off I. Nadien haalde Standard hem terug.

### KRC Genk
Ondanks twee succesvolle uitleenbeurten kon Benteke zich bij Standard niet in de kijker spelen. De Rouches lieten hem in de zomer van 2011 opnieuw vertrekken naar Genk. Bij zijn ex-club werd hij ditmaal een vaste waarde. Trainer Mario Been toonde veel vertrouwen en liet hem in de competitie regelmatig opdraven. Benteke werd dat seizoen in de Jupiler Pro League derde in de topschutterslijst na Jérémy Perbet en ploegmaat Jelle Vossen. Met Genk mocht hij wel niet meespelen in de Champions League, aangezien hij al twee wedstrijden met Standard in de voorrondes van de Champions League had gespeeld.
In de zomer van 2012 toonde het Engelse Aston Villa interesse in Benteke. De grote spits wilde graag naar Engeland, maar Genk stuurde de Britten eerst wandelen. Na lang onderhandelen kreeg Benteke dan toch zijn transfer, hij had op dat moment al 5 wedstrijden gespeeld voor Genk en drie keer gescoord. Aston Villa betaalde zo'n € 10.000.000 voor zijn transfer.

### Aston Villa

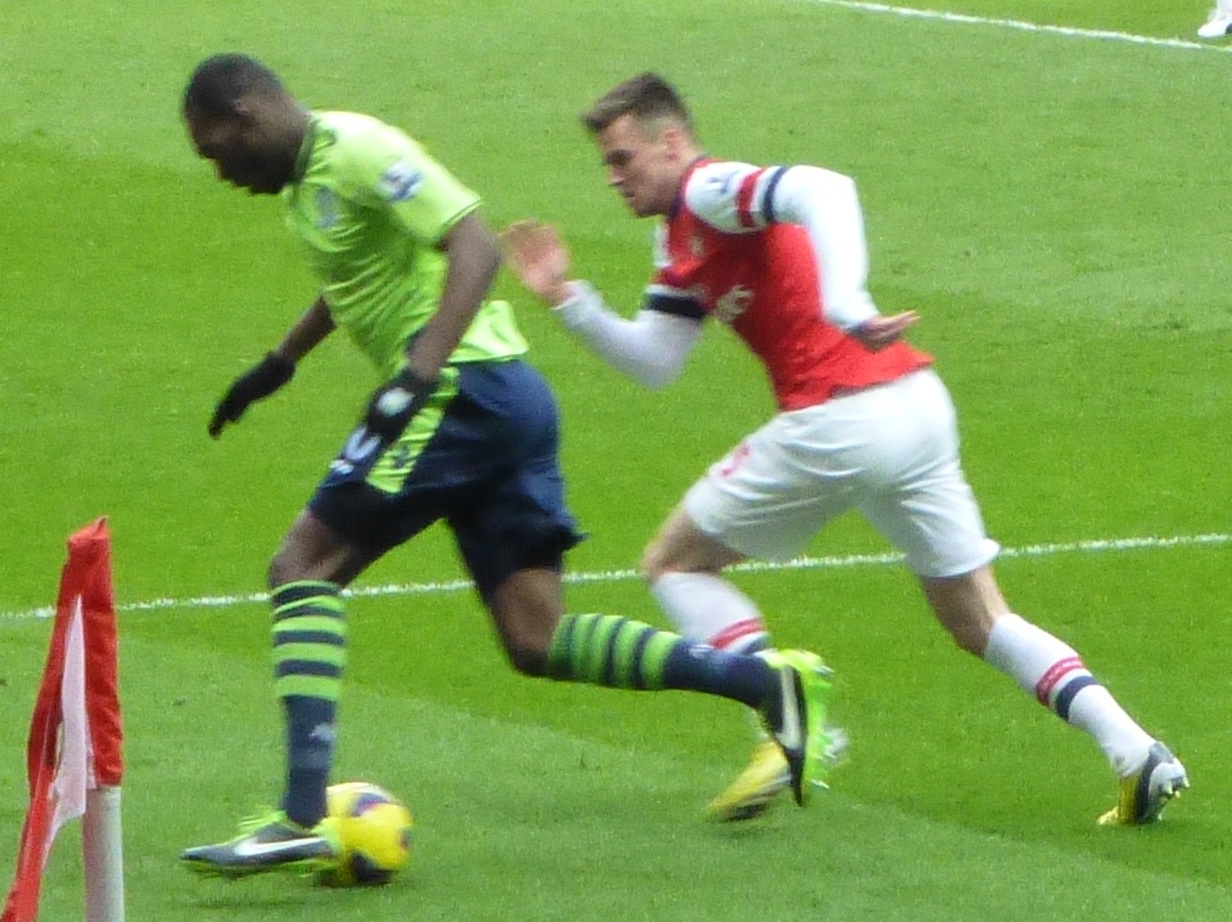
Benteke (links) in actie voor Aston Villa.

Op 15 september 2012 maakte Benteke zijn debuut voor Aston Villa. Na 71 minuten mocht hij tegen Swansea City ploegmaat Andreas Weimann vervangen. Niet veel later onderschepte de Congolese Belg een terugspeelbal en scoorde hij zijn eerste goal voor Aston Villa. Het werd 2-0 voor de club uit Birmingham. Op 2 februari 2013 scoorde hij twee doelpunten tegen Everton. Ook Marouane Fellaini scoorde twee doelpunten in die partij. Uiteindelijk werd het 3-3. Op 29 april 2013 scoorde hij een hattrick tegen Sunderland. Hij speelde dat seizoen uiteindelijk 34 wedstrijden in de Premier League en scoorde 19 goals. Ook speelde hij 5 wedstrijden in de League Cup waarin hij 4 goals maakte. Hij eindigde dat seizoen vierde in de topschutterstand na Robin van Persie, Luis Suárez en Gareth Bale. Door zijn sterk eerste seizoen kon hij rekenen op interesse van o.a. Tottenham Hotspur FC, Inter Milaan, Atlético Madrid, Arsenal FC en Liverpool FC. Op de openingsspeeldag van het seizoen 2013/14 scoorde hij twee doelpunten in het Emirates Stadium tegen Arsenal. Eén week later scoorde hij de gelijkmaker op Stamford Bridge tegen Chelsea.
Benteke speelde drie seizoenen voor Aston Villa. Met 49 doelpunten in 101 wedstrijden wekte hij de interesse van heel wat Engelse topclubs. Liverpool, dat net Raheem Sterling voor 68 miljoen verkocht aan Manchester City, trok uiteindelijk aan het langste eind.

### Liverpool
Benteke tekende op 22 juli 2015 een contract bij Liverpool, dat circa € 46.000.000,- voor hem betaalde aan Aston Villa. Dat was op dat ogenblik het hoogste bedrag dat ooit werd betaald voor een Belgische speler. Kevin De Bruyne verbrak eind augustus 2015 het record door voor circa € 74.000.000,- van VfL Wolfsburg naar Manchester City te gaan. Benteke kwam bij Liverpool terecht in een spelersgroep met onder anderen zijn landgenoten Simon Mignolet en Divock Origi. Hij maakte op zondag 2 augustus 2015 zijn debuut voor The Reds, in een vriendschappelijke wedstrijd tegen Swindon Town (2-1). Daarin nam hij de openingsgoal voor zijn rekening.
Benteke maakte op 9 augustus 2015 zijn officiële debuut in de Premier League voor Liverpool, uit bij Stoke City. De wedstrijd werd gewonnen met 0-1. Zijn eerste goals maakte hij tijdens zijn debuut op Anfield tegen Bournemouth. Benteke was meteen matchwinnaar. Voor Liverpool speelde hij 42 wedstrijden. Hierin scoorde hij tien goals en gaf hij zes assists.

### Crystal Palace
In augustus 2016 tekende Benteke een contract voor vier jaar bij Crystal Palace. Benteke verhuisde pas de vorige zomer van Aston Villa naar Liverpool. Hij kon er nooit zijn stempel drukken en scoorde "maar" 10 keer. Onder de nieuwe coach Jürgen Klopp werd duidelijk dat hij geen toekomst meer had in Liverpool. Het was een publiek geheim dat Christian Benteke de stal van Liverpool mocht verlaten. In de pikorde kwam de Rode Duivel achter spitsen als Daniel Sturridge, Divock Origi en Danny Ings. Benteke was de vierde zomertransfer voor Palace, dat ook Andros Townsend, James Tomkins en Steve Mandanda al haalde. Met de transfer was € 31.000.000,- gemoeid. Dit was met voorsprong de duurste transfer zijn uit de geschiedenis van Crystal Palace.
Onder trainer Alan Pardew groeide de diepe spits snel naar zijn beste niveau toe. Hij scoorde in september drie keer in vier wedstrijden. Benteke werd meteen Speler van de Maand bij Crystal Palace. In zijn eerste seizoen in London scoorde Benteke meteen 17 doelpunten.
In oktober 2019 tekende Benteke een contract voor een verlengd verblijf tot medio 2021.
Op 20 november 2021 scoorde Benteke tweemaal voor Crystal Palace in de 3-3 draw uit tegen Burnley FC. Hiermee schaart de spits zich bij de vijftig beste doelpuntenmakers in de Premier League ooit. Met 86 goals staat hij op een 45ste plaats.
Benteke speelde in tien jaar 280 Premier League-wedstrijden; anno 2023–2024 de meeste van alle Belgen. Hierin was hij 86 keer beslissend met een doelpunt en 23 keer met een assist.

### DC United
Begin augustus 2022 verhuisde Christian Benteke naar de Verenigde Staten om te gaan voetballen in de MLS. Hij verlaat Crystal Palace en tekende net voor het verstrijken van de Amerikaanse transferdeadline bij D.C. United, de club van coach Wayne Rooney. Benteke zette zijn handtekening onder een contract dat hem tot eind 2024 aan zijn nieuwe club bindt, met optie op een jaar extra. Het betaalde € 5.460.000,- om zich te verzekeren van zijn diensten.
Op 31 augustus debuteerde Benteke voor zijn nieuwe club tegen New York City. Hij verving Ola Kamara die eerder de winnende 1-2 tegen de netten duwde.
 Op 5 september 2022 stond hij voor het eerste in de basis bij zijn nieuwe club. Hij kon zijn coach daarvoor niet bedanken met een doelpunt. Benteke mocht na 66 minuten aanleggen vanaf elf meter maar zijn poging in de linker benedenhoek was te zwak. D.C. United bleef tegen Colorado Rapids steken op 0-0. Benteke speelde een sterk seizoen. Hij scoorde acht keer en gaf twee assists in negentien wedstrijden. Zijn sterke prestaties gingen niet zomaar voorbij: Benteke is geselecteerd voor de All-Starts. Een bekroning voor de 26 beste spelers van de MLS. Benteke is niet de eerste Belg bij de All-Starts. In 2018 was Laurent Ciman er nog bij. Jelle Van Damme is de tweede Belg.
Op 24 februari 2024 scoorde Benteke in de openingsspeeldag van het seizoen 2024 een hattrick. DC United won met 3-1 van New England Revolution. Op 12 mei 2021 legde hij er tegen Atlanta United FC ook drie in het mandje (2-3). Benteke maakte 23 doelpunten en won hiermee de 'Golden Boot', de topschutter van de MLS. Hij deed dit in 30 wedstrijden. Hij ging hiermee onder andere Luis Suarez (18 doelpunten) en Lionel Messi (17) voor. Benteke was ook goed voor vijf assists. Met zijn club kon hij zich echter niet kwalificeren voor de Playoffs.

## Clubstatistieken
| Seizoen     | Club           | Competitie     | Competitie | Competitie | Competitie | Beker | Beker | Beker | Europa | Europa | Europa | Totaal | Totaal | Totaal |
| Seizoen     | Club           | Competitie     | Wed.       | Dlp.       | Ass.       | Wed.  | Dlp.  | Ass.  | Wed.   | Dlp.   | Ass.   | Wed.   | Dlp.   | Ass.   |
| ----------- | -------------- | -------------- | ---------- | ---------- | ---------- | ----- | ----- | ----- | ------ | ------ | ------ | ------ | ------ | ------ |
| 2007/08     | KRC Genk       | Eerste klasse  | 7          | 0          | 2          | 0     | 0     | 0     | —      | —      | —      | 7      | 0      | 2      |
| 2008/09     | KRC Genk       | Eerste klasse  | 3          | 0          | 0          | 0     | 0     | 0     | —      | —      | —      | 3      | 0      | 0      |
| Club Totaal | Club Totaal    | Club Totaal    | 10         | 0          | 2          | 0     | 0     | 0     | 0      | 0      | 0      | 10     | 0      | 2      |
| 2008/09     | Standard Luik  | Eerste klasse  | 9          | 3          | 2          | 0     | 0     | 0     | 2      | 0      | 0      | 11     | 3      | 2      |
| Club Totaal | Club Totaal    | Club Totaal    | 9          | 3          | 2          | 0     | 0     | 0     | 2      | 0      | 0      | 11     | 3      | 2      |
| 2009/10     | → KV Kortrijk  | Eerste klasse  | 33         | 14         | 7          | 4     | 2     | 2     | —      | —      | —      | 37     | 16     | 9      |
| Club Totaal | Club Totaal    | Club Totaal    | 33         | 14         | 7          | 4     | 2     | 2     | 0      | 0      | 0      | 37     | 16     | 9      |
| 2010/11     | Standard Luik  | Eerste klasse  | 5          | 0          | 0          | 0     | 0     | 0     | —      | —      | —      | 5      | 0      | 0      |
| Club Totaal | Club Totaal    | Club Totaal    | 14         | 3          | 2          | 0     | 0     | 0     | 2      | 0      | 0      | 16     | 3      | 2      |
| 2010/11     | → KV Mechelen  | Eerste klasse  | 18         | 6          | 1          | 2     | 1     | 0     | —      | —      | —      | 20     | 7      | 1      |
| Club Totaal | Club Totaal    | Club Totaal    | 18         | 6          | 1          | 2     | 1     | 0     | 0      | 0      | 0      | 20     | 7      | 1      |
| 2011/12     | Standard Luik  | Eerste klasse  | 4          | 0          | 1          | 1     | 0     | 0     | 4      | 0      | 0      | 9      | 0      | 1      |
| Club Totaal | Club Totaal    | Club Totaal    | 18         | 3          | 3          | 1     | 0     | 0     | 6      | 0      | 0      | 25     | 3      | 3      |
| 2011/12     | KRC Genk       | Eerste klasse  | 32         | 16         | 9          | 1     | 0     | 2     | —      | —      | —      | 33     | 16     | 11     |
| 2012/13     | KRC Genk       | Eerste klasse  | 5          | 3          | 1          | 0     | 0     | 0     | 3      | 1      | 0      | 8      | 4      | 1      |
| Club Totaal | Club Totaal    | Club Totaal    | 47         | 19         | 12         | 1     | 0     | 2     | 3      | 1      | 0      | 51     | 20     | 14     |
| 2012/13     | Aston Villa    | Premier League | 34         | 19         | 5          | 5     | 4     | 3     | —      | —      | —      | 39     | 23     | 8      |
| 2013/14     | Aston Villa    | Premier League | 26         | 10         | 2          | 2     | 1     | 0     | —      | —      | —      | 28     | 11     | 2      |
| 2014/15     | Aston Villa    | Premier League | 29         | 13         | 2          | 5     | 2     | 1     | —      | —      | —      | 34     | 15     | 3      |
| Club Totaal | Club Totaal    | Club Totaal    | 89         | 42         | 9          | 12    | 7     | 4     | 0      | 0      | 0      | 101    | 49     | 13     |
| 2015/16     | Liverpool FC   | Premier League | 29         | 9          | 3          | 6     | 0     | 2     | 7      | 1      | 1      | 42     | 10     | 6      |
| Club Totaal | Club Totaal    | Club Totaal    | 29         | 9          | 3          | 6     | 0     | 2     | 7      | 1      | 1      | 42     | 10     | 6      |
| 2016/17     | Crystal Palace | Premier League | 36         | 15         | 2          | 5     | 2     | 0     | —      | —      | —      | 41     | 17     | 2      |
| 2017/18     | Crystal Palace | Premier League | 31         | 3          | 6          | 0     | 0     | 0     | —      | —      | —      | 31     | 3      | 6      |
| 2018/19     | Crystal Palace | Premier League | 16         | 1          | 1          | 3     | 0     | 0     | —      | —      | —      | 19     | 1      | 1      |
| 2019/20     | Crystal Palace | Premier League | 24         | 2          | 1          | 1     | 0     | 0     | —      | —      | —      | 25     | 2      | 1      |
| 2020/21     | Crystal Palace | Premier League | 30         | 10         | 1          | 1     | 0     | 0     | —      | —      | —      | 31     | 10     | 1      |
| 2021/22     | Crystal Palace | Premier League | 17         | 4          | 1          | 1     | 0     | 0     | —      | —      | —      | 18     | 4      | 1      |
| Club Totaal | Club Totaal    | Club Totaal    | 154        | 35         | 12         | 11    | 2     | 0     | 0      | 0      | 0      | 165    | 37     | 12     |
| TOTAAL      | TOTAAL         | TOTAAL         | 388        | 128        | 47         | 37    | 12    | 10    | 16     | 2      | 1      | 441    | 142    | 58     |

## Nationale ploeg
In de jeugd was Benteke actief als jeugdinternational. Zo nam hij in 2007 deel aan het WK -17 in Zuid-Korea. Op 19 mei 2010 maakte hij zijn officieel debuut voor de Rode Duivels. Hij mocht toen van bondscoach Georges Leekens invallen voor Romelu Lukaku. België won het vriendschappelijk duel met 2-1 van Bulgarije. Leekens en Benteke kenden elkaar nog van bij Kortrijk. Ook de volgende twee interlands kwam hij in actie.
Nadien viel hij een tijdje naast de nationale ploeg, maar in 2012 riep bondscoach Marc Wilmots hem opnieuw regelmatig op. Op 15 augustus 2012 maakte hij zijn eerste goal voor de nationale ploeg. Benteke opende de score in een vriendschappelijk duel tegen Nederland. België won uiteindelijk met 4-2. Op 12 oktober 2012 scoorde Benteke de openingstreffer in de met 0-3 gewonnen WK kwalificatiewedstrijd tegen Servië. Enkele dagen later, op 16 oktober 2012 was het alweer prijs. In een uitverkocht Koning Boudewijnstadion te Brussel scoorde hij de openingstreffer in de met 2-0 gewonnen WK kwalificatiewedstrijd, dit keer tegen Schotland. Ook in vriendschappelijke wedstrijden vond hij vlot de weg naar doel. In mei 2013 scoorde hij 2x in de 2-4 gewonnen wedstrijden tegen de Verenigde Staten.
Benteke leek door zijn twee doelpunten en een assist tijdens de WK-kwalificatiecampagne te mogen rekenen op een plaats in de WK-selectie van Wilmots. Maar door een blessure aan de achillespees, die hij op 3 april 2014 tijdens een training van Aston Villa opliep, kon hij niet aanwezig zijn op het WK 2014 in Brazilië.
Op 21 mei 2018 maakte Belgisch bondscoach Roberto Martinez de voorselectie voor het WK in Rusland bekend. Christian Benteke werd geselecteerd, en maakte hierdoor kans om deel uit te maken van de definitieve selectie van het Belgische elftal voor het WK in Rusland. Bij het bekendmaken van de definitieve selectie op 4 juni 2018 behoorde hij niet tot de 24 voetballers die afreisden naar Rusland.

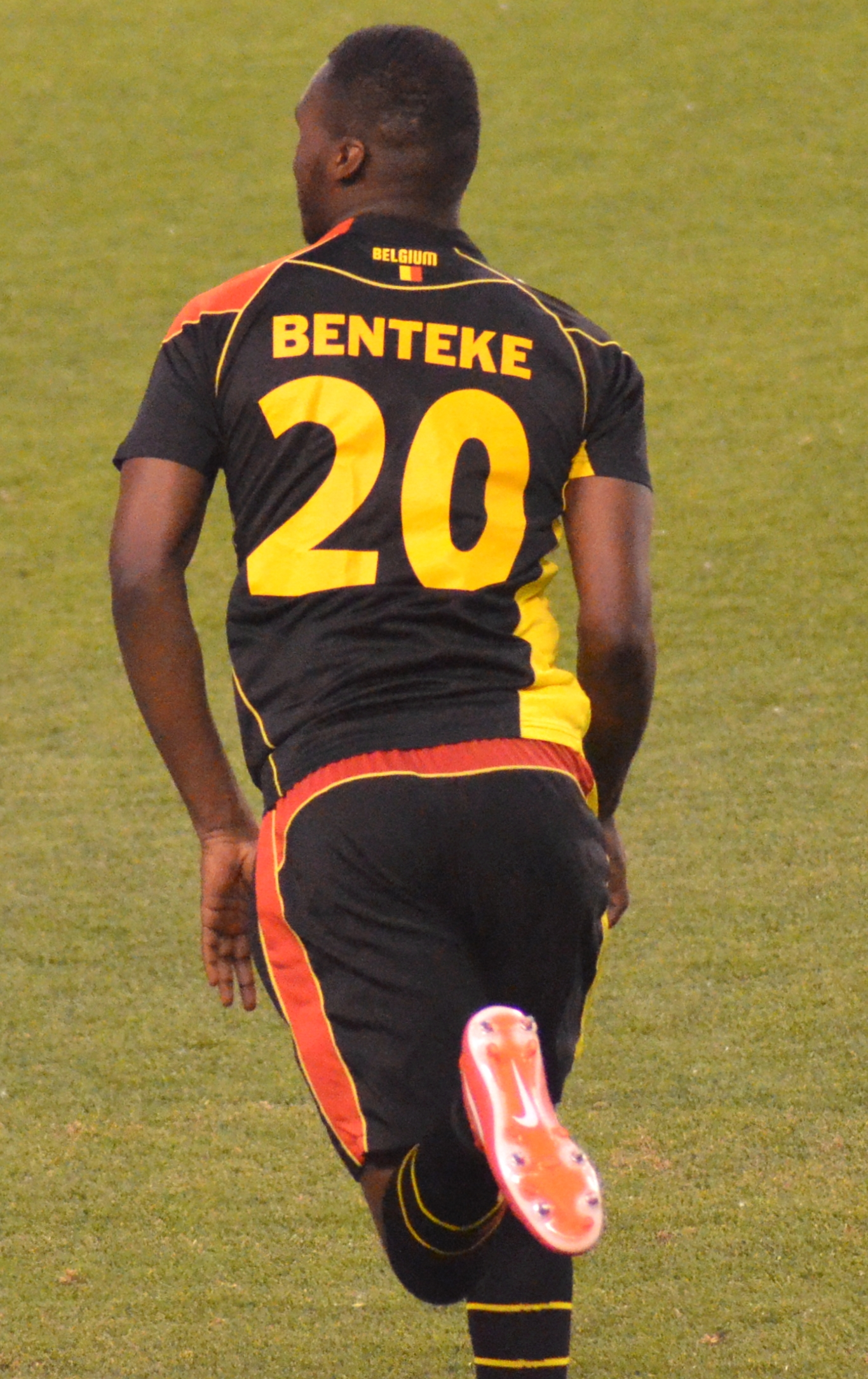
Benteke bij de Rode Duivels

### Lijst van interlands
| Interlands van Christian Benteke | Interlands van Christian Benteke | Interlands van Christian Benteke | Interlands van Christian Benteke | Interlands van Christian Benteke | Interlands van Christian Benteke |
| №                                | Datum                            | Wedstrijd                        | Uitslag                          | Soort wedstrijd                  | Goals                            |
| Als speler bij KV Kortrijk       | Als speler bij KV Kortrijk       | Als speler bij KV Kortrijk       | Als speler bij KV Kortrijk       | Als speler bij KV Kortrijk       | Als speler bij KV Kortrijk       |
| -------------------------------- | -------------------------------- | -------------------------------- | -------------------------------- | -------------------------------- | -------------------------------- |
| 1.                               | 19 mei 2010                      | België – Bulgarije               | 2 – 1                            | Vriendschappelijk                | -                                |
| Als speler bij Standard Luik     |                                  |                                  |                                  |                                  |                                  |
| 2.                               | 11 augustus 2010                 | Finland – België                 | 1 – 0                            | Vriendschappelijk                | -                                |
| Als speler bij KV Mechelen       |                                  |                                  |                                  |                                  |                                  |
| 3.                               | 3 september 2010                 | België – Duitsland               | 0 – 1                            | Kwalificatie EK 2012             | -                                |
| Als speler bij KRC Genk          |                                  |                                  |                                  |                                  |                                  |
| 4.                               | 25 mei 2012                      | België – Montenegro              | 2 – 2                            | Vriendschappelijk                | -                                |
| 5.                               | 15 augustus 2012                 | België – Nederland               | 4 – 2                            | Vriendschappelijk                | 20'                              |
| Als speler bij Aston Villa FC    |                                  |                                  |                                  |                                  |                                  |
| 6.                               | 11 september 2012                | België – Kroatië                 | 1 – 1                            | Kwalificatie WK 2014             | -                                |
| 7.                               | 12 oktober 2012                  | Servië – België                  | 0 – 3                            | Kwalificatie WK 2014             | 34'                              |
| 8.                               | 16 oktober 2012                  | België – Schotland               | 2 – 0                            | Kwalificatie WK 2014             | 69'                              |
| 9.                               | 14 november 2012                 | Roemenië – België                | 2 – 1                            | Vriendschappelijk                | 23'                              |
| 10.                              | 6 februari 2013                  | België – Slowakije               | 2 – 1                            | Vriendschappelijk                | -                                |
| 11.                              | 22 maart 2013                    | Macedonië – België               | 0 – 2                            | Kwalificatie WK 2014             | -                                |
| 12.                              | 26 maart 2013                    | België - Macedonië               | 1 – 0                            | Kwalificatie WK 2014             | -                                |
| 13.                              | 29 mei 2013                      | Verenigde Staten – België        | 2 – 4                            | Vriendschappelijk                | 56' 72'                          |
| 14.                              | 7 juni 2013                      | België – Servië                  | 2 – 1                            | Kwalificatie WK 2014             | -                                |
| 15.                              | 14 augustus 2013                 | België – Frankrijk               | 0 – 0                            | Vriendschappelijk                | -                                |
| 16.                              | 6 september 2013                 | Schotland – België               | 0 – 2                            | Kwalificatie WK 2014             | -                                |
| 17.                              | 14 november 2013                 | België – Colombia                | 0 – 2                            | Vriendschappelijk                | -                                |
| 18.                              | 5 maart 2014                     | België – Ivoorkust               | 2 – 2                            | Vriendschappelijk                | -                                |
| 19.                              | 12 november 2014                 | België – IJsland                 | 3 – 1                            | Vriendschappelijk                | -                                |
| 20.                              | 16 november 2014                 | België – Wales                   | 0 – 0                            | Kwalificatie EK 2016             | -                                |
| 21.                              | 28 maart 2015                    | België – Cyprus                  | 5 – 0                            | Kwalificatie EK 2016             | 35'                              |
| 22.                              | 31 maart 2015                    | Israël – België                  | 0 – 1                            | Kwalificatie EK 2016             | -                                |
| 23.                              | 7 juni 2015                      | Frankrijk – België               | 3 – 4                            | Vriendschappelijk                | -                                |
| 24.                              | 12 juni 2015                     | Wales – België                   | 1 – 0                            | Kwalificatie EK 2016             | -                                |
| Als speler bij Liverpool FC      |                                  |                                  |                                  |                                  |                                  |
| 25.                              | 6 september 2015                 | Cyprus – België                  | 0 – 1                            | Kwalificatie EK 2016             | -                                |
| 26.                              | 28 mei 2016                      | Zwitserland – België             | 1 – 2                            | Vriendschappelijk                | -                                |
| 27.                              | 1 juni 2016                      | België – Finland                 | 1 – 1                            | Vriendschappelijk                | -                                |
| 28.                              | 18 juni 2016                     | België – Ierland                 | 3 – 0                            | Groepsfase EK 2016               | -                                |
| 29.                              | 22 juni 2016                     | Zweden – België                  | 0 – 1                            | Groepsfase EK 2016               | -                                |
| Als speler bij Crystal Palace    |                                  |                                  |                                  |                                  |                                  |
| 30.                              | 7 oktober 2016                   | België – Bosnië en Herzegovina   | 4 – 0                            | Kwalificatie WK 2018             | -                                |
| 31.                              | 10 oktober 2016                  | Gibraltar – België               | 0 – 6                            | Kwalificatie WK 2018             | 1' 43' 56'                       |
| 32.                              | 28 maart 2017                    | Rusland – België                 | 3 – 3                            | Vriendschappelijk                | 42' 45'                          |
| 33.                              | 5 juni 2017                      | België – Tsjechië                | 2 – 1                            | Vriendschappelijk                | -                                |
| 34.                              | 2 juni 2018                      | België – Portugal                | 0 – 0                            | Vriendschappelijk                | -                                |
| 35.                              | 10 oktober 2019                  | België – San Marino              | 9 – 0                            | Kwalificatie EK 2020             | 79'                              |
| 36.                              | 13 oktober 2019                  | Kazachstan – België              | 0 – 2                            | Kwalificatie EK 2020             | -                                |
| 37.                              | 19 november 2019                 | België – Cyprus                  | 6 – 1                            | Kwalificatie EK 2020             | 16' 68'                          |
| 38.                              | 8 oktober 2020                   | België – Ivoorkust               | 1 – 1                            | Vriendschappelijk                | -                                |
| 39.                              | 30 maart 2021                    | België – Wit-Rusland             | 8 – 0                            | Kwalificatie WK 2022             | 70'                              |
| 40.                              | 21 juni 2021                     | Finland - België                 | 0 – 2                            | EK 2020 groepsfase               | -                                |
| 41.                              | 2 september 2021                 | Estland - België                 | 2 – 5                            | Kwalificatie WK 2022             | -                                |
| 42.                              | 8 september 2021                 | Wit-Rusland − België             | 0 – 1                            | Kwalificatie WK 2022             | -                                |
| 43.                              | 13 november 2021                 | België - Estland                 | 3 – 1                            | Kwalificatie WK 2022             | 11'                              |
| 44.                              | 26 maart 2022                    | Ierland – België                 | 2 – 2                            | Vriendschappelijk                | -                                |
| 45.                              | 29 maart 2022                    | België – Burkina Faso            | 3 – 0                            | Vriendschappelijk                | 75'                              |
| Totaal                           | Totaal                           | Totaal                           | Totaal                           | Totaal                           | 18                               |

Bijgewerkt t/m 29 maart 2022

## Erelijst
| Kampioen Eerste klasse | 1x | 2008/09 |

## Carjacking
In november 2011 werd Benteke, die toen voor Genk uitkwam, gearresteerd in een zaak rond carjacking. Het ging om een voertuig dat op 14 oktober 2011 in Parijs gestolen werd. Er werden drie verdachten opgepakt. Een van die verdachten beweerde het voertuig gekocht te hebben van ene Kevin. Na zijn vrijlating ging de verdachte samen met twee vrienden, waaronder Benteke, Kevin opzoeken, waarna het tot een ruzie kwam. Benteke werd samen met zijn vrienden opgepakt, volgens een officiële mededeling van Genk werd hij verhoord als getuige in de zaak. Benteke werd na enkele dagen vrijgelaten, maar werd op de Belgische voetbalvelden nog even bespot met zijn zaak. In een wedstrijd tussen Genk en KAA Gent zwierden de supporters van Gent met hun autosleutels telkens hij aan de bal was.

## Sponsoring
In augustus 2013 werd hij door sportmerk Nike aangesteld om hun nieuwe voetbalschoen 'Hypervenom' te promoten. Naast Benteke maakte ook Daniel Sturridge en Danny Welbeck deel uit van deze campagne.

## Trivia
- Benteke speelt regelmatig met het rugnummer 25. Op uitzondering van KV Mechelen en Aston Villa speelde hij bij elke club met het nummer 25. Toen hij zijn carrière bij Genk startte kreeg hij nummer 17, later werd dat 25.
- Ook Bentekes broer, Jonathan Benteke, is profvoetballer. Hij speelde onder andere bij Crystal Palace FC tot 2017. In het seizoen 2017-2018 kwam hij uit voor Omonia Nicosia, maar in de wintermercato keerde hij naar Engeland terug. Hij speelt momenteel bij Oldham Athletic FC in "League One", de Engelse derde klasse.
- Benteke verbrak op 10 oktober 2016 door het snelste WK-doelpunt ooit te scoren: in de kwalificatiewedstrijd tegen Gibraltar deed hij de netten al na 8,1 seconden trillen. Het vorige record stond sinds 1993 op naam van de San Marinees Davide Gualtieri. Het record van snelste doelpunt op een WK-eindronde blijft evenwel in handen van Hakan Şükür (10,8 seconden).